# Cylicobathra chionarga
Cylicobathra chionarga är en fjärilsart som beskrevs av Edward Meyrick 1920. Cylicobathra chionarga ingår i släktet Cylicobathra och familjen äkta malar. Inga underarter finns listade i Catalogue of Life.